# Vassar College

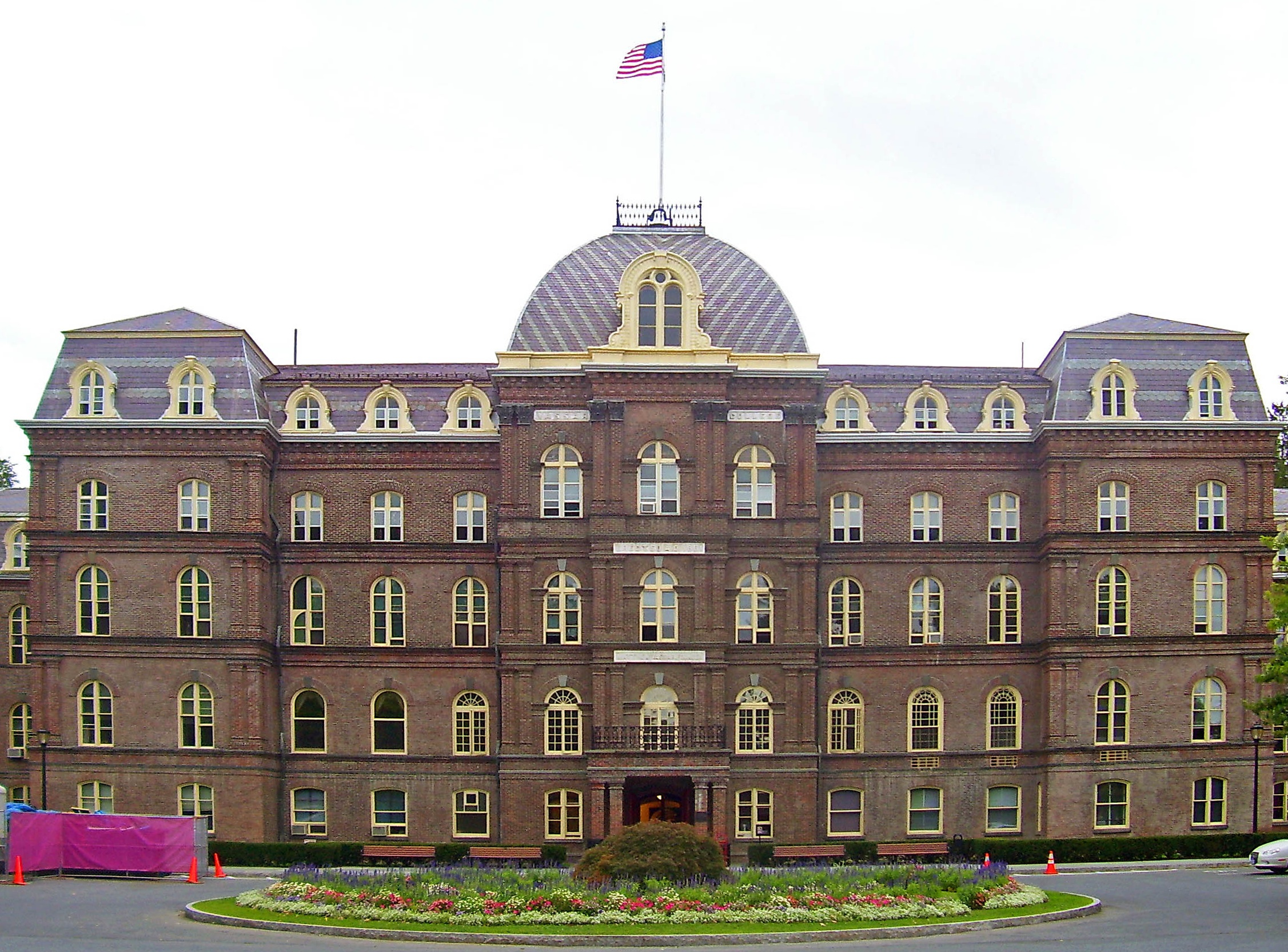
Hauptgebäude

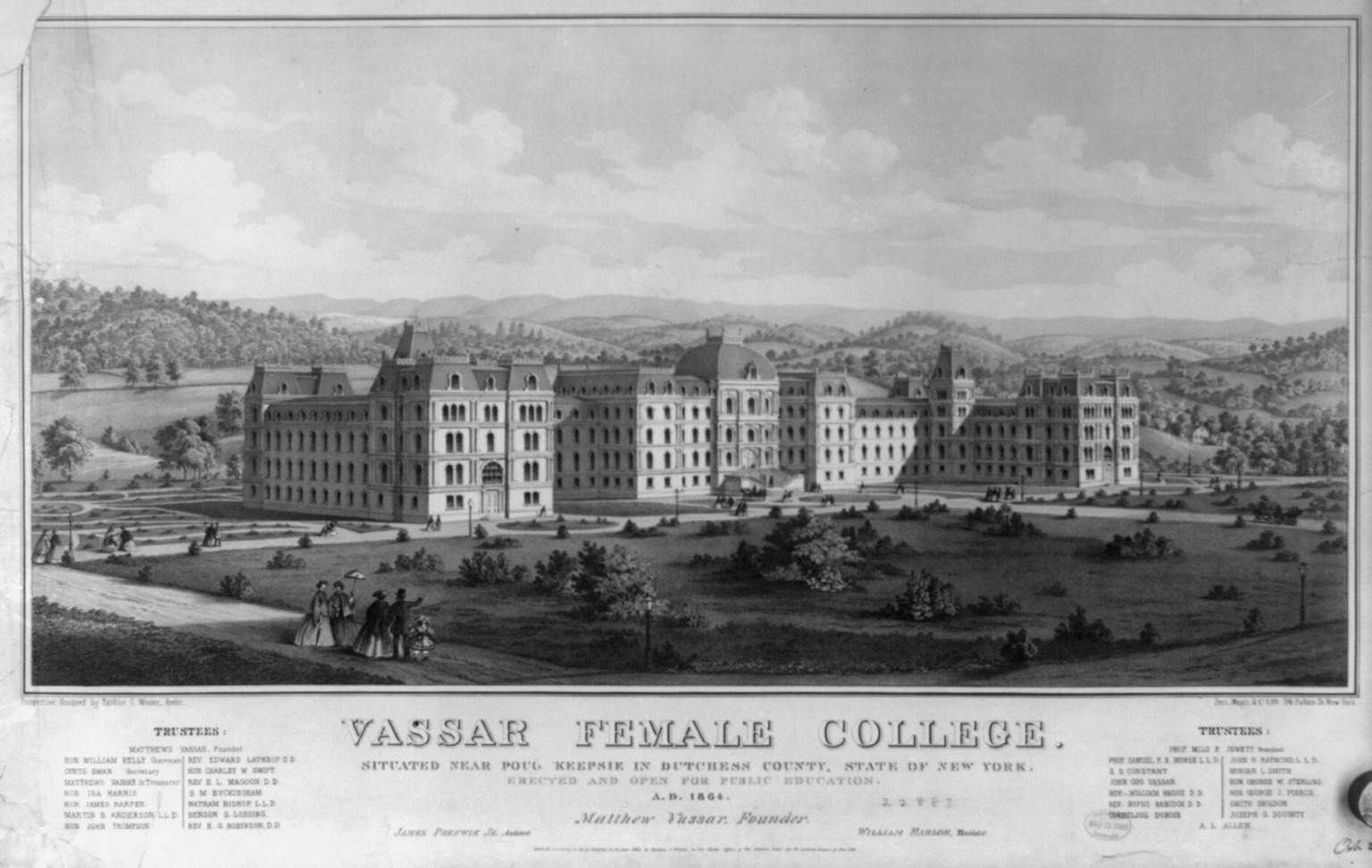
Vassar College, Stich von 1864

Das Vassar College ist eine US-amerikanische Elitehochschule in Poughkeepsie im Bundesstaat New York. Es wurde 1861 von Matthew Vassar nach dem Vorbild des 1855 eröffneten Elmira College als College für Frauen gegründet, 1969 jedoch im Rahmen der Koedukationsbestrebungen an privaten Hochschulen Vorreiter bei der gemeinsamen Ausbildung von Männern und Frauen. Das Vassar College gehört mit sechs anderen traditionellen Hochschulen für Frauen zu den „Seven Sisters“-Colleges.
Der Campus ist ein 4 km² großes Areal, auf dem auch die Mehrheit der Studierenden lebt. Die zugehörige Thompson Memorial Library ist bekannt für ihre Sammlung von Quellen Albert Einsteins und Elizabeth Bishops.

## Zahlen zu den Studierenden, den Dozenten und zum Vermögen
Die Zahl der Studierenden liegt seit 2001 ungefähr gleichbleibend bei rund 2.400. Alle Studierenden streben ihren ersten Studienabschluss an, in der Regel einen Bachelor, sie sind also undergraduates. Im Herbst 2020 waren von den 2.435 Studenten 62 % weiblich und 38 % männlich. 9 % der Studierenden waren Ausländer, weitere 11 % gaben eine asiatische Familienherkunft an, 4 % bezeichneten sich als schwarz bzw. als Afroamerikaner.
2021 lehrten 351 Dozenten an der Universität (2020: 349), davon 297 in Vollzeit und 54 in Teilzeit.
Der Wert des Stiftungsvermögens der Universität lag 2021 bei 1,379 Mrd. US-Dollar und damit 25,6 % höher als im Jahr 2020, in dem es 1,098 Mrd. US-Dollar betragen hatte. 2012 waren es 804,9 Mio. US-Dollar gewesen.

## Persönlichkeiten

### Präsidenten des Vassar College
- Milo P. Jewett (1861–1864)
- John H. Raymond (1864–1878)
- Samuel L. Caldwell (1878–1885)
- James Monroe Taylor (1886–1914)
- Henry Noble MacCracken (1915–1946)
- Sarah Gibson Blanding (1946–1964)
- Alan Simpson (1964–1977)
- Virginia B. Smith (1977–1986)
- Frances D. Fergusson (1986–2006)
- Catharine B. Hill (2006–2016)
- Elizabeth H. Bradley (2017–)

### Professoren
Im Lauf der Zeit waren zahlreiche bekannte Personen als Lehrerinnen am Vassar College angestellt:
- Jean Arthur (1900–1991), Theater
- Frances Ellen Baker (1902–1995), Mathematik
- Gladys Elizabeth Baker (1908–2007), Mykologin
- Edna Carter (1872–1963), Physik
- Grace Hopper (1906–1992), Mathematik
- Ernst Krenek (1900–1991), Musik
- Maria Mitchell (1818–1889), Physik und Astronomie
- Gabriela Mistral (1889–1957), Literatur
- Lily Ross Taylor (1886–1969), Klassische Philologie
- Clara Mildred Thompson (1881–1975), Geschichte
- Margaret Floy Washburn (1871–1939), Psychologie

### Absolventen
Diplomaten, Politiker, Aktivisten und Spione
- Anne Legendre Armstrong (1927–2008), Diplomatin und Politikerin (Republikanische Partei)
- Elizabeth Terill Bentley, Spionin gegen die Sowjetunion
- Harriot Eaton Stanton Blatch (1856–1940), Suffragette und Publizistin
- Patricia M. Byrne (1925–2007), Diplomatin
- Bala Garba-Jahumpa (* 1958), ehemaliger Außenminister des westafrikanischen Staates Gambia
- Enrico Anthony Lazio, Politiker. Zwischen 1993 und 2001 vertrat er den Bundesstaat New York im US-Repräsentantenhaus.
- Betsy McCaughey (* 1948), Politikerin. Vizegouverneurin des Bundesstaates New York (95-98)
- Jennifer Ward (* 1944), US-Botschafterin in Niger
- Benson Whitney (* 1956), US-Botschafter in Norwegen

Autoren
- Shana Alexander (1925–2005), Journalistin. Sie war Autorin und Kolumnistin des Life-Magazins und dort die erste Frau in dieser Position. Darüber hinaus war sie allerdings besser bekannt für ihre Debatten bei „Point-Counterpoint“ im Nachrichtenmagazin 60 Minutes.
- Elizabeth Bishop (1911–1979), Dichterin und Schriftstellerin der Moderne
- Elizabeth Williams Champney (1850–1922), Autorin
- Esther Mona Friesner-Stutzman (* 1951), Schriftstellerin
- Sue Kaufman (1926–1977), Autorin, bekannt durch „Diary of a Mad Housewife“
- Joseph Hillstrom King (* 1972), Schriftsteller, Sohn von Stephen King. Seine Werke erscheinen unter dem Pseudonym Joe Hill.
- Owen King (* 1977), Schriftsteller, Sohn von Stephen King
- Jane Kramer (* 1938), Journalistin und Schriftstellerin
- Lois Bancroft Long (1901–1974), Kolumnistin, die zur Zeit der Prohibition insbesondere durch ihre Arbeit für die amerikanische Zeitschrift „The New Yorker“ unter ihrem Pseudonym Lipstick (Lippenstift) bekannt wurde.
- Mary McCarthy (1912–1989), Romanautorin, Kritikerin und Frauenrechtlerin.
- Edna St. Vincent Millay (1892–1950), Lyrikerin und Dramatikerin sowie die dritte Frau, die den Pulitzer-Preis für lyrische Dichtkunst erhielt. Sie war bekannt für ihren unkonventionellen und bohemienhaften Lebensstil. Für ihre frühen Prosa-Werke verwendete sie das Pseudonym Nancy Boyd.
- Regina Nadelson, Journalistin und Romanautorin, bekannt durch ihre Krimi-Reihe um den New Yorker Cop Artie Cohen.
- Mary Oliver (1935–2019), Schriftstellerin und Pulitzer-Preis-Trägerin
- Kimberly Quinn (* 1961), Journalistin. Von 1996 bis 2004 war sie Herausgeberin der englischen Zeitschrift The Spectator. Ihre Affäre mit dem britischen Heimatschutzminister David Blunkett führte zum Rücktritt des Ministers.
- Edith Rickert (1871–1938), Schriftstellerin und Historikerin
- Alexandra Ripley (1934–2004), Schriftstellerin u. a. für Scarlett, eine Fortsetzung des Romans Vom Winde verweht von Margaret Mitchell.
- Marie Freid Rodell (1912–1975), Literaturagentin, zu deren Klienten unter anderem die Sachbuchautorin Rachel Carson und kurzzeitig auch Martin Luther King zählte.
- Greg Rucka (* 1969), Autor
- Jane Smiley (* 1949), Pulitzer-Preisträgerin, Romanautorin
- Paula Volsky, Schriftstellerin, die vor allem quasi-historische Fantasy-Romane geschrieben hat. Ihr Roman The Grand Ellipse wurde 2000 für den World Fantasy Award und Michael Whelan für das Cover ihres Buches Illusion für den Hugo (Original Artwork) nominiert.
- Jean Webster (1876–1916), Schriftstellerin und Journalistin, die sich vorwiegend mit Frauenthemen beschäftigte.
- Christina Weir und Nunzio DeFilippis (* 1970), Comic-Autoren

Theater, Film und Fernsehen
- Noah Baumbach (* 1969), Filmregisseur und Drehbuchautor
- Jason Blum (* 1969), Filmproduzent
- Erin Daniels (* 1973), Schauspielerin
- Hope Davis (* 1964), Schauspielerin
- Grace Gummer (* 1986), Schauspielerin
- Louisa Jacobson Gummer (* 1991), Model und Schauspielerin
- Lisa Kudrow (* 1963), Schauspielerin
- Marvin Breckinridge Patterson (1905–2002), Fotojournalistin, Nachrichtensprecherin, Kamerafrau und Philanthropin
- Frances Sternhagen (1930–2023), Schauspielerin
- Meryl Streep (* 1949), Schauspielerin
- Jon Tenney (* 1961), Schauspieler
- Jonathan Togo (* 1977), Schauspieler

Wissenschaft
- Ruth Benedict (1887–1948), Anthropologin und Begründerin einer kulturvergleichenden Anthropologie
- Csilla Freifrau von Boeselager (1941–1994), Chemikerin sowie Dame des Malteserordens
- Edna Carter (1872–1963), Physikerin
- Edith Clarke (1883–1959) war als erste Frau in den USA Ingenieurin für Elektrotechnik, erstes weibliches Mitglied in der American Institute of Electrical Engineers (AIEE) und Professorin für Elektrotechnik an der University of Texas at Austin. Nach ihr ist die in der Drehstromtechnik verwendete Clarke-Transformation benannt.
- Nancy Cole (1902–1991), Mathematikerin und Hochschullehrerin
- Patricia Goldman-Rakic (1937–2003), Neurowissenschaftlerin, der grundlegende Entdeckungen über die neuronale Basis höherer kognitiver Funktionen im präfrontalen Cortex und Neocortex gelangen.
- Grace Hopper (1906–1992), Informatikerin und Computerpionierin
- Mary Cover Jones (1896–1987), Entwicklungspsychologin
- Christine Ladd-Franklin (1847–1930), Mathematikerin (Logik) und Psychologin. Sie gilt als erste Frau, die in den USA alle notwendigen formalen Voraussetzungen für eine Promotion in Mathematik erlangte (1883), obwohl ihre Promotion formal erst 1926, 43 Jahre später, anerkannt wurde.
- Antonia Maury (1866–1952), Astronomin, die einen bedeutenden frühen Katalog zur Sternklassifizierung veröffentlichte.
- Eugenie Maria Morenus (1881–1966), Mathematikerin und Hochschullehrerin
- Ellen Swallow Richards, Chemikerin und Ökologin. Sie war eine der Begründerinnen der „Umwelthygiene“, der Vorstufe der modernen wissenschaftlichen Ökologie.
- Vera Rubin (1928–2016), Astronomin, die sich vorwiegend mit der Erfassung der Verteilung der dunklen Materie beschäftigte.

Kunst
- Alexa Meade (* 1986), Malerin

Ehemalige Studenten ohne Abschluss vom Vassar College
- Anthony Bourdain (1956–2018), Koch und Autor. Er beendete seine Ausbildung im Culinary Institute of America.
- Jane Fonda (* 1937), Schauspielerin. Sie beendete ihre Ausbildung im The Actors Studio.
- Anne Hathaway (* 1982), Schauspielerin. Sie beendete ihr Studium an der New York University.
- Jacqueline Kennedy Onassis (1929–1994), First Lady, Gattin von John F. Kennedy Nach 2 Jahren Studium am Vassar College verbrachte sie ihre Zeit an der Sorbonne und wechselte danach an die George Washington University. Ein Aufbaustudium an der Georgetown University folgte.
- Rachael Yamagata (* 1977), Sängerin. Sie beendete ihr Studium an der Northwestern University

## Erwähnung in der Kultur
- Nick’s Film – Lightning Over Water (1980, Dokumentarfilm von Wim Wenders über den Krebstod des Regisseurs Nicholas Ray, der im Film einen Vortrag am Vassar College hält).
- The Group. Bestseller der Vassar-Absolventin Mary McCarthy (deutsch: Die Clique) dreht sich um eine Gruppe von Vassar-Absolventinnen
- Georgias Gesetz. Filmdrama mit Lindsay Lohan, Felicity Huffman und Jane Fonda. Plan der Hauptdarstellerin Lindsay Lohan diese Hochschule zu besuchen.
- Miss Undercover. Filmkomödie mit Sandra Bullock, in der ihr die Studentin Beth vom Vassar College vorgestellt wird.
- Der Dunkle Turm (Originaltitel: The Dark Tower) Im letzten Band der Fantasy-Saga des Schriftstellers Stephen King.
- Im Bann des Jade Skorpions. Gangsterkomödie von Woody Allen. Betsy Anne Fitzgerald, gespielt von Helen Hunt, war eine Absolventin.
- Die Simpsons erwähnen das Vassar College mehrere Male, z. B. in Folge 124 oder 210.
- Gilmore Girls in der Folge 2.21. Wäre Lorelai Gilmore nicht in der Highschool schwanger geworden, hätten ihre Upperclass-Eltern erwartet, dass sie das Vassar College besucht.
- Friends in der Folge 2.20.
- Durchgeknallt (Originaltitel: Girl, Interrupted) Die Figur Georgina Tuskin ist Absolventin in Susanna Kaysens Erinnerungsliteratur.
- James Bond 007 – Moonraker – Streng geheim. Die Figur Holly Goodhead spielt eine Absolventin.
- Eine entheiratete Frau. Im Spielfilm ging die Hauptdarstellerin Erica Benton nach Vassar.
- Dharma & Greg. Gregs Mutter, Kitty Montgomery, war auf dem Vassar College. Auch eine Sekretärin (Folge 3.13) von Greg war dort.
- Im Buch Three Vassar Girls Abroad: Rambles of Three College Girls on a Vacation Trip Through France and Spain for Amusement … von Elizabeth Williams Champney.
- Silicon Valley. Jared Dunn ist Absolvent des Vassar College und hat dort Wirtschaftswissenschaften studiert.
- Im Roman Licht und Zorn von Lauren Groff lernen sich die beiden Hauptfiguren als Absolventen der Vassar kennen.
- Im Roman American Psycho von Bret Easton Ellis reißt McDermott ein Mädchen der Vassar auf, Bateman und seine Freunde raten jedoch davon ab dies zu tun[7]